# Tolerância (filme)
Tolerância é um filme franco-brasileiro produzido no Rio Grande do Sul em 2000, dos gêneros drama e suspense, e o segundo longa-metragem dirigido por Carlos Gerbase, com Maitê Proença, Roberto Bomtempo e Maria Ribeiro no elenco. Foi gravado em 35 mm.

## Sinopse
O filme conta a história de Márcia e Júlio, um casal que confronta suas civilizadas teorias sobre o sexo e a política com a realidade, descobrindo que nem o mundo, nem eles mesmos, ainda são suficientemente civilizados. Eles pensam em apenas criar seus filhos em um ambiente liberal sem divórcios, vivendo um relacionamento aberto. Porém, quando Márcia (uma advogada bem sucedida) tem um relacionamento com um amante, Júlio desperta ciúmes e resolve ter um caso com uma amiga de sua filha. No enredo, uma escultura de Hidalgo Adams marca um momento que muda a vidas dos personagens.

## Recepção
O filme teve ótima recepção crítica, foi considerado inovador, e recebeu sete prêmios da Associação Profissional de Técnicos Cinematográficos do Rio Grande do Sul: melhor filme, direção, roteiro, trilha sonora, arte, som e montagem. Também foi escolhido melhor filme pelo júri popular no Festival de Havana e foi Hors Concours da mostra Première Brasil do Festival do Rio de 2022, categoria longa de ficção.

## Elenco
- Maitê Proença         - Márcia
- Roberto Bomtempo      - Júlio
- Maria Ribeiro         - Ana Maria
- Werner Schünemann     - Juvenal
- Nelson Diniz          - Teodoro
- Ana Maria Mainieri    - Guida
- Márcio Kieling        - Ciro
- Roberto Birindelli    - Emanuel
- Eduardo Fachel        - Orestes
- Cléo de Páris         - Sabrina
- Júlio Andrade         - Entregador de pizza
- Luiz Carlos Magalhães - Juiz
- Júlio César Saraiva   - Policial
- Gilberto Perin        -
- Rodrigo Najar         -
- Rochele Sá            -

## Trilha sonora
Segundo o diretor Gerbase, a trilha sonora foi escolhida cuidadosamente para que refletisse "a cara de Porto Alegre", e traz uma significativa amostragem da cena do rock local, incluindo nomes consagrados como Nei Lisboa, Júlio Reny, Os Replicantes, Wander Wildner, Os The Darma Lóvers e Júpiter Maçã.
1. “Amor e Morte” - Dolly
2. “Como Nossos Pais” Nei Lisboa & Wander Wildner
3. “Pela Ciência” interpretada por Tom Bloch
4. “Bambu” interpretada por Os The Dharma Lóvers
5. “Milonda Argonautilus” interpretada por Os Argonautas
6. “Combo” interpretada por Fu Wang Foo
7. “Gruvi” interpretada por Flu
8. “Org” interpretada por Régis San
9. “Audrey” interpretada por Les Johnson
10. “Solidão” interpretada por Zzona
11. “Moviola” interpretada por Space Rave
12. “Precipício” interpretada por Os Replicantes
13. “Ugabugababy” interpretada por Irmãos Rocha!
14. “Apartment Jazz” 1 e 2 interpretada por Júpiter Maçã
15. “Trio Para Violino, Violoncelo e Piano”, de Alexandre Birnfeld, interpretada por Ex-Machina